# Mont Richards
Le mont Richards est une montagne des îles Kerguelen située sur la presqu'île de la Société de géographie dont elle constitue le point culminant avec 1 081 m d'altitude.

## Histoire
Le mont Richards a été officiellement reconnu pour la première fois lors de l'expédition océanographique mondiale du navire britannique HMS Challenger passée en 1874 aux Kerguelen et doit son nom à l'intendant du bateau R. R. A. Richards.